# Gastaldo
Gastaldo of castaldo was in het middeleeuwse Italië een ambtenaar in dienst van de vorst. De betekenis wijzigde naargelang het vorstendom en de macht van de vorst.

## Longobardische Rijk
De gastaldo was oorspronkelijk de hofdignitaris van de koning der Longobarden; hij hield zich bezig met het beheer van de koninklijke domeinen.
Later werd de gastaldo de ambtenaar van de vorst in de steden. Dit ambt is te vergelijken met een stadhouder, burggraaf of baljuw elders in Europa. De stad of de streek die de gastaldo bestuurde werd genoemd gastaldato of district. De gastaldo was als koninklijk ambtenaar bevoegd voor rechtspraak en stadsmilities. Regelmatig botsten hun bevoegdheden met deze van de machtige hertogen. Deze laatsten waren Longobardische edellieden die grote delen van het koninkrijk bestuurden. Na de annexatie van Longobardia Maior of Groot-Lombardije (Noord-Italië) door Karel de Grote, de Frankenvorst, (774) maakte het ambt van gastaldo plaats voor dat van graaf en andere Frankische ambten. In het zuiden, Longobardia Minor, bleef het ambt van gastaldo verder bestaan in elke stad; met de komst van de Normandiërs in Zuid-Italië verdween het ambt van gastaldo ook in Zuid-Italië (11e eeuw).

## Hertogdom Milaan
In het hertogdom Milaan, eerst onder Karolingisch bestuur, kreeg de term gastaldo een andere inhoud. Het waren, vanaf de 9e eeuw, klerken. De term geraakte in onbruik naar het einde van de middeleeuwen.

## Republiek Venetië
In de republiek Venetië heerste de verkozen hertog of doge. Dit vorstendom, aanvankelijk onder Byzantijnse invloedssfeer, introduceerde zelf de term gastaldo. De term bleef bewaard tot de Napoleontische tijd, weliswaar in verschillende betekenissen.
- Gastaldo ducale. De gastaldo ducale was benoemd door de doge en was een ambtenaar in de stad. Hij sprak vonnissen uit en voerde ze uit. Later werden ze enkel uitvoerders van vonnissen. Zo was hij het, die in naam van de doge, bij een doodsvonnis de beul teken gaf om de executie te starten. De patriciërs bekwamen meer zeggenschap over deze ambtenaren, en dit ten koste van de macht van de doge. De patriciërs verkozen uit hun midden een sopragastaldo (vanaf 1471). Het was de Grote Raad of Maggio Consiglio die de sopragastaldo in een stad benoemde; deze fungeerde als opperbaljuw. Een tweede ambt, superieur aan de sopragastaldo, was de in luogo dei Procuratori sopra atti del sopragastaldo (vanaf 1485); het was de topambtenaar die in naam van de machtige procuratores van San Marco toezicht uitoefende op de vonnissen. De gastaldo ducale was een gerechtsdeurwaarder geworden.
- Gastaldo casiere. Dit was een toezichter op een landgoed of de deurwaarder hiervoor. Hij had geen rechterlijke beslissingsbevoegdheid maar voerde uit.
- Gastaldo massaio. Dit was een toezichter op een huishouden of de deurwaarder hiervoor.
- In sommige periodes werd het hoofd van de gilde gastaldo genoemd. Dit was bijvoorbeeld zo voor de gilde der scheepsbouwers en timmerlui in Venetië.